# Sumergible acuático

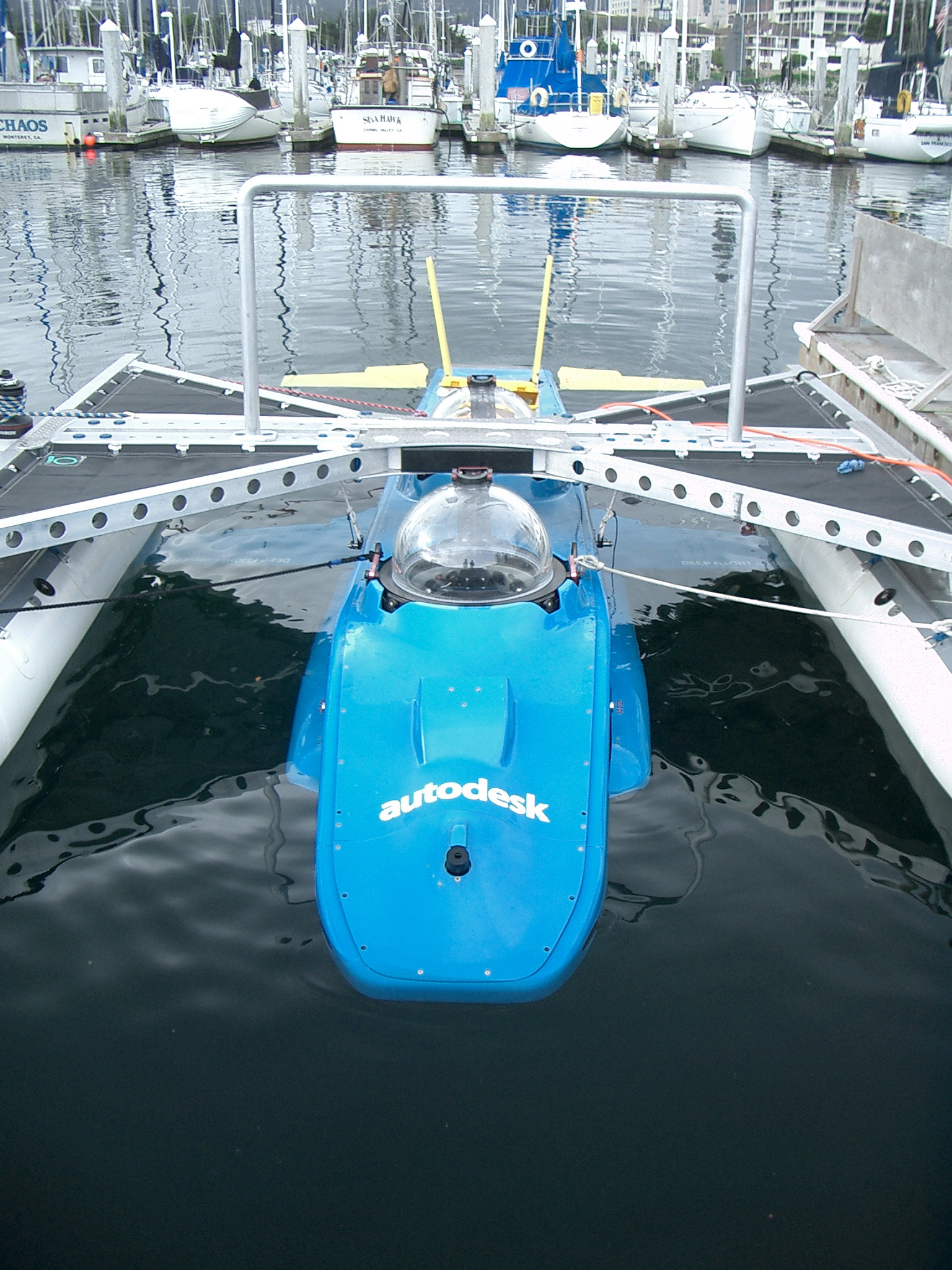
Sumergible DeepFlight Aviator.

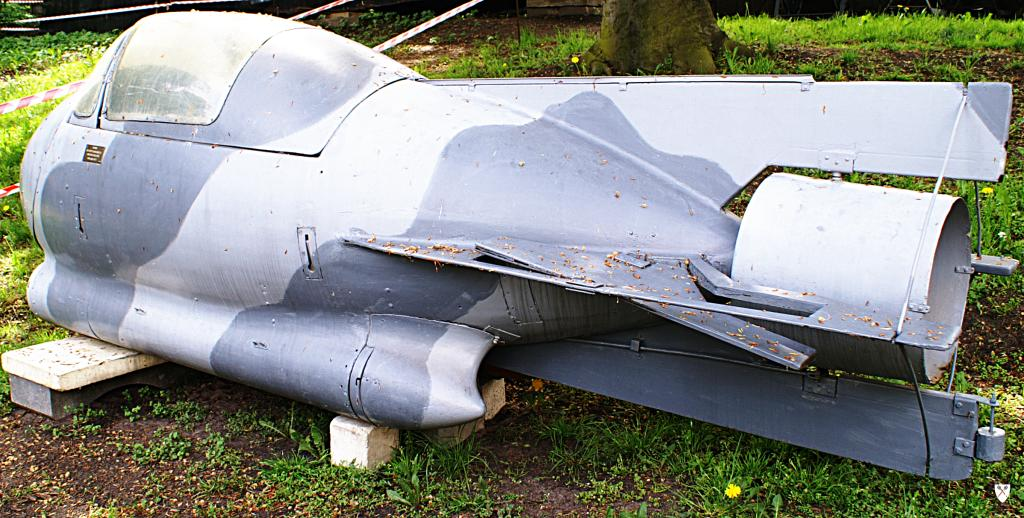
Sumergible Błotniak

Un sumergible acuático es una pequeña embarcación diseñada para operar bajo el agua.
El sumergible no es totalmente autónomo, no es capaz de renovar su propia potencia y de adquirir aire, por lo que suele estar apoyado por un buque de superficie, una plataforma, un equipo de costa, o un submarino.
Hay varios tipos de sumergibles, incluidas las naves tripuladas y no tripuladas, también conocidas como vehículos operados a distancia o ROV.

Los sumergibles tienen muchos usos en diversos campos, como la oceanografía, la arqueología subacuática, la exploración oceánica, la aventura, el mantenimiento y la recuperación de equipos, y la videografía subacuática.